# Manoir de la Petite-Haie
Le manoir de la Petite-Haie est un manoir situé à Grand-Auverné, en France.

## Localisation
Le manoir est situé sur la commune de Grand-Auverné, dans le département de la Loire-Atlantique.

## Historique
Le monument est inscrit au titre des monuments historiques en 1984.
La seigneurie de La Haie ou Haye donne son nom à une famille alliée à celle de Rougé, par le mariage de Guillaume de Rougé, seigneur de Rougé et de Derval, avec Macée de la Haye. La seigneurie de la Haie dépend primitivement de celle de Vioreau. La maison seigneuriale de la Grande-Haie est ensuite abandonnée pour un manoir édifié au lieu-dit la Petite-Haie. Entouré de hauts murs, il possède un châtelet, un four à pain, des communs, un pigeonnier et une chapelle privée. Propriété successive de Thibaud de La Haie (vers 1400), d'Hammel, de Girard de Châteauvieux (directeur de forges), de Mézangé, des Boisgelin de Cucé, Cathelinay de La Mostière, des Leroux, de Rochebrune, Blanpain de Saint-Mars. À noter aussi que les Cathelinais Des Marais ont demeuré un moment à la Petite-Haie (vers 1789 et le dernier membre de la famille est mort en 1811). Au fronton, d'une lucarne, il y avait encore en 1914, une tête de femme, représentant Marie de Médicis ou Catherine ;

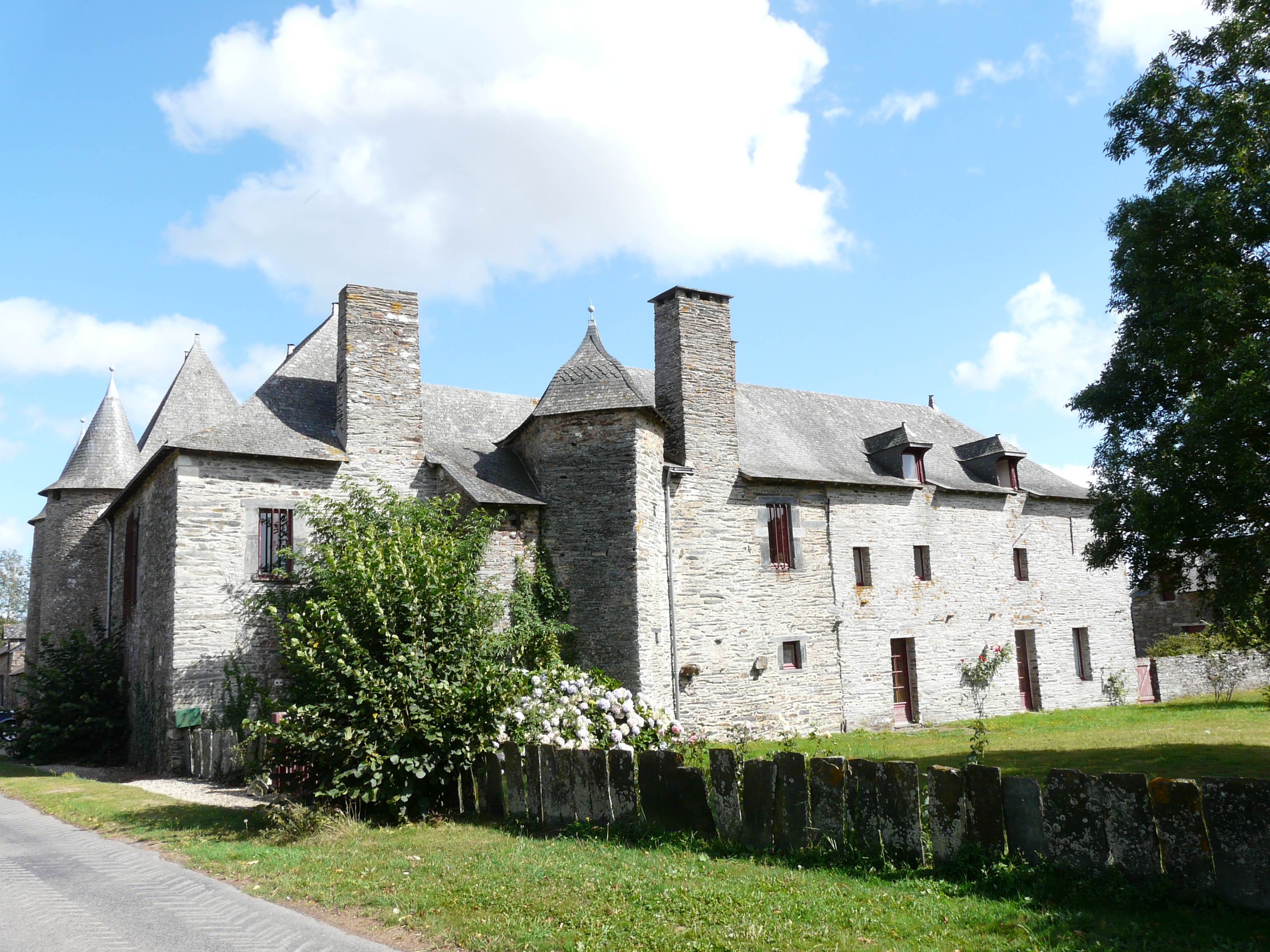